# Hyposemansis xyrina
Hyposemansis xyrina là một loài bướm đêm trong họ Erebidae.